# Taybat al-Ism
Taybat al-Ism (tiếng Ả Rập: طيبة الاسم) là một ngôi làng Syria nằm trong phó huyện Suran ở huyện Hama. Theo Cục Thống kê Trung ương Syria (CBS), Taybat al-Ism có dân số 463 trong cuộc điều tra dân số năm 2004.